# Saint-Marcel-lès-Annonay
Saint-Marcel-lès-Annonay là một xã ở tỉnh Ardèche, vùng Auvergne-Rhône-Alpes ở đông nam nước Pháp.